# Flaxlanden
Flaxlanden település Franciaországban, Haut-Rhin megyében. Lakosainak száma 1368 fő (2022. január 1.). Flaxlanden Hochstatt, Steinbrunn-le-Haut, Steinbrunn-le-Bas, Bruebach, Brunstatt-Didenheim és Zillisheim községekkel határos.

## Népesség
A település népességének változása:
| Lakosok száma | 1448 | 1454 | 1503 | 1448 | 1443 | 1438 | 1415 | 1391 | 1368 |
|               | 2013 | 2015 | 2016 | 2017 | 2018 | 2019 | 2020 | 2021 | 2022 |